# Shireen Abusaad
Shireen Abusaad (arabisch شيرين بو سعد, DMG Šīrīn Bū Saʿd, geb. 2002/2003) ist eine libanesische Sängerin, Liedermacherin und Influencerin.

## Leben
2016 nahm die damals etwa 14-Jährige am arabischen Format von The Voice Kids (The Voice Kids: Ahla Sawt) teil. Mit ihrem Gesang des beliebten Liedes Khedni Maak überzeugte Abusaad die Jury und wurde schlagartig bekannt schied jedoch vor dem Finale zugunsten der späteren Wettbewerbssiegerin Leen Hayek aus. Gleichwohl diente The Voice Kids als Sprungbrett für Abusaads weitere Musikkarriere.
2017 schloss sich Abusaad mit der Libanesin Nour Aridi und der Ägypterin Rana Ahmad zu der Mädchenband Carizma (كاريزما) zusammen und trat in mehreren Ländern der arabischen Welt auf.
Auf ihrem YouTube-Kanal verzeichnet Abusaad heute über 100 Millionen Videoaufrufe und rund 1,4 Millionen Follower, auf TikTok über 780.000, auf Instagram 350.000 Follower.